# ギャング・オブ・フォー (情報工学)
コンピュータ関連におけるGang of Four（ギャング・オブ・フォー、GoF）とは、書籍『オブジェクト指向における再利用のためのデザインパターン』(原題:Design Patterns: Elements of Reusable Object-Oriented Software) の著者である、エーリヒ・ガンマ、リチャード・ヘルム、ラルフ・ジョンソン、ジョン・ブリシディースの4人を指す。
GoFによるデザインパターン（GoFパターン）は、多数のソフトウェアパターンの中で最も広く知られているものである。